# Gymnoprosopa valgata
Gymnoprosopa valgata är en tvåvingeart som först beskrevs av Henry J. Reinhard 1947.  Gymnoprosopa valgata ingår i släktet Gymnoprosopa och familjen köttflugor.
Artens utbredningsområde är Texas. Inga underarter finns listade i Catalogue of Life.